# Szafarz (nazwisko)
Szafarz – polskie nazwisko. Na początku lat 90. XX wieku w Polsce nosiło je 826 osób.

## Osoby noszące nazwisko Szafarz
- Artur  Szafarz – polski inżynier[2]
- Jolanta Wanda Szafarz – polska filolog, germanistka[3]
- Renata  Szafarz – prof. dr hab. nauk prawnych[4]